# دیرمود لورنس
دیرمود لورنس (انگلیسی: Diarmuid Lawrence؛ ۱۵ اکتبر ۱۹۴۷ – ۲۰ سپتامبر ۲۰۱۹) کارگردان تلویزیونی بریتانیایی بود. 
لورنس که در وست‌کلیف-آن-سی در اسکس به دنیا آمد، کار خود را در سال ۱۹۷۸ به عنوان دستیار تولید در درام تلویزیونی بی‌بی‌سی خرده‌پولی از بهشت آغاز کرد. دو سال بعد او نخستین کارگردانی خود را در یکی از قسمت‌های فصل دهم مجموعه تله‌تئاتر نمایش امروز تجربه کرد.
برخی از آثار تلویزیونی که لارنس در تولید و کارگردانی آنها نقش داشته، عبارتند از: فیلم تلویزیونی اما، جادوگران و گرینیگوگ، مپ و لوسیا، کویرک، گرنج هیل، نگرش‌های انگلوساکسون، ذهن، گیل معلق، حادثه، شاهد خاموش، دوریت کوچک، مسیحا و رمانتیک‌های ناامید.
در سال ۱۹۹۰، او با کارگردانی یکی از اپیزودهای مجموعه تلویزیونی فیلمنامه، برنده جایزه دروازه طلایی برای بهترین فیلم تلویزیونی در جشنواره بین‌المللی فیلم سان فرانسیسکو شد. او در سال ۱۹۹۳ جایزه بفتا برای بهترین سریال درام را برای نگرش‌های آنگلوساکسون دریافت کرد. در سال ۲۰۱۷ او جایزه بین‌المللی امی کودکان را برای بهترین فیلم تلویزیونی/مینی سریال کودکان برای فیلم پیتر و وندی (بر پایه  شخصیت تخیلی پیتر پن) دریافت کرد.